# عقيربية
العقيربية (الاسم العلمي: Euscorpiidae) هي فصيلة من العنكبوتيات تتبع رتبة العقارب من طائفة العنكبوتيات.

## أسر
- عقيرباوات
  - جنس العقيرباء